# Steyr 768
Der Traktor Steyr 768 (768 a mit Allradantrieb) aus der Steyr Plus-Serie von Steyr Daimler Puch wurde zwischen 1977 und 1979 gebaut.
1977 wurde die bestehende Plus-Serie mit dem Steyr 768 im mittleren Leistungsbereich ergänzt, er ersetzte damit den um vier PS schwächeren Steyr 760. Der wassergekühlte Dieselmotor des Typs WD 408.43 mit vier Zylindern und 3,140 l Hubraum hatte eine Leistung von rund 47 kW (64 PS). Das Getriebe hatte sechzehn Vorwärtsgänge und acht Rückwärtsgänge, auf Wunsch aber auch 16 Vorwärtsgänge und 16 Rückwärtsgänge. Die Höchstgeschwindigkeit wurde mit 28 km/h angegeben.
Der Steyr 768 war mit Hinterradantrieb und optional mit Allradantrieb als Steyr 768 a erhältlich. Auch die Kabine war nur auf Wunsch zu haben.
Die Karosserie wurde vom französischen Industriedesigner Louis Lucien Lepoix entworfen.
Verkauft wurden vom 768 mit Hinterradantrieb mehr, als von denen mit Allradantrieb.